# Cerkiew św. Pantalejmona w Szewczenkowem
Cerkiew św. Pantalejmona w Szewczenkowem – cerkiew Ukraińskiego Kościoła Greckokatolickiego z około XII–XIII wieku w Szewczenkowem w obwodzie iwanofrankiwskim; zabytek romańskiej architektury staroruskiej sprzed podboju Rusi przez Mongołów, zabytek architektury o znaczeniu narodowym na obszarze rezerwatu narodowego „Dawny Halicz”.

## Historia
Pierwsza pisemna wzmianka o tejże cerkwi pochodzi z 1367 roku. Cerkiew znajduje się pośrodku wsi Szewczenkowe, powstała prawdopodobnie na początku XIII wieku, bądź na przełomie XII i XIII wieku (niektóre źródła podają dokładną datę: 1194 rok) pierwotnie na terenie obwarowanego halickiego grodu (sama świątynia była otoczona wałem i fosą), w najbliższym otoczeniu mógł znajdować się klasztor. Fundatorem budynku był książę Mścisław Izjasławicz, syn Izjasława II Pantelejmona, którego ta budowla miała upamiętniać (w innym źródle jako fundator pojawia się także książę Roman halicki). Po przejęciu tych terenów przez Polskę, około 1344 roku świątynia uzyskała rangę katolickiej katedry pw. św. Stanisława. Po najeździe tatarskim w 1575 roku świątynia została opuszczona. W 1595 roku król Zygmunt III Waza przekazał obiekt franciszkanom.
Około 1600 roku (prawdopodobnie w latach 1598–1611) franciszkanie przebudowali zrujnowaną świątynię, przez co nabrała częściowo cech barokowych (barok galicyjski). Świątynia została uszkodzona w 1676 roku na skutek działań wojsk osmańskich, w 1802 roku na skutek ognia oraz w 1915 roku poprzez ostrzał artyleryjski. W 1926 roku dokonano naprawy uszkodzeń świątyni. W 1965 roku odrestaurowano zachodni portal. W latach 1997–1998 przeprowadzono rewitalizację obiektu i przywrócono hipotetyczny oryginalny wygląd według projektu I. Mohitica. Obecnie świątynia należy do Kościoła katolickiego obrządku bizantyjsko-ukraińskiego.

## Architektura
Świątynia została wzniesiona w stylu romańskim z jasnych bloków wapienia, pierwotnie prawdopodobnie na rzucie zbliżonym do kwadratu o boku długości 15,26 m. Długość budynku z absydą wynosi 19,88 m, szerokość wynosi 17,69 m, grubość ścian to 1,04 m. Pomimo przebudowy budynek zachował cechy stylu staroruskiego – prezbiterium zamykają trzy absydy. Zachowały się dwa romańskie portale, najstarsze w Galicji Wschodniej. We wnętrzu zachowały się malowidła z około XII wieku w barwach ochrowo-żółtych. Na ścianach zewnętrznych znajdują się graffiti z XII–XVIII wieku w różnych językach (najstarsza inskrypcja została zapisana cyrylicą z 1212 roku, pojawia się też data prawdopodobnie 1194) oraz rysunki, których powstanie szacowane jest na XVI-XVII wiek. Obok świątyni znajduje się dwukondygnacyjna dzwonnica bramna.

## Galeria

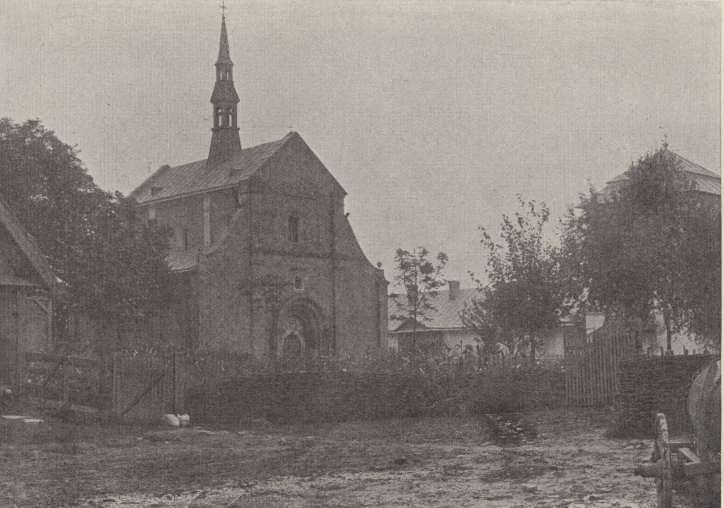
Kościół św. Stanisława (początek XX wieku)
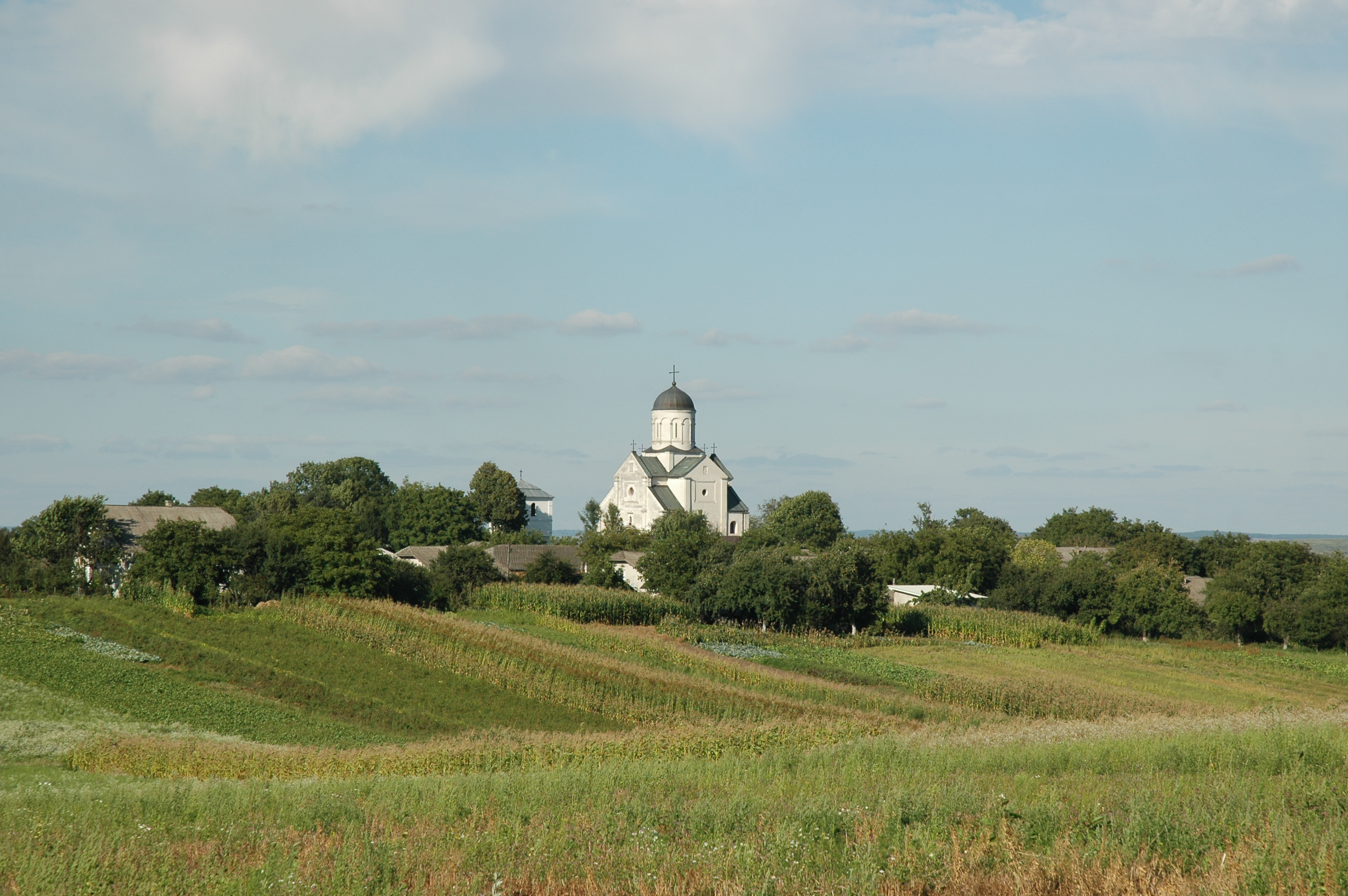
Otoczenie cerkwi (2011)
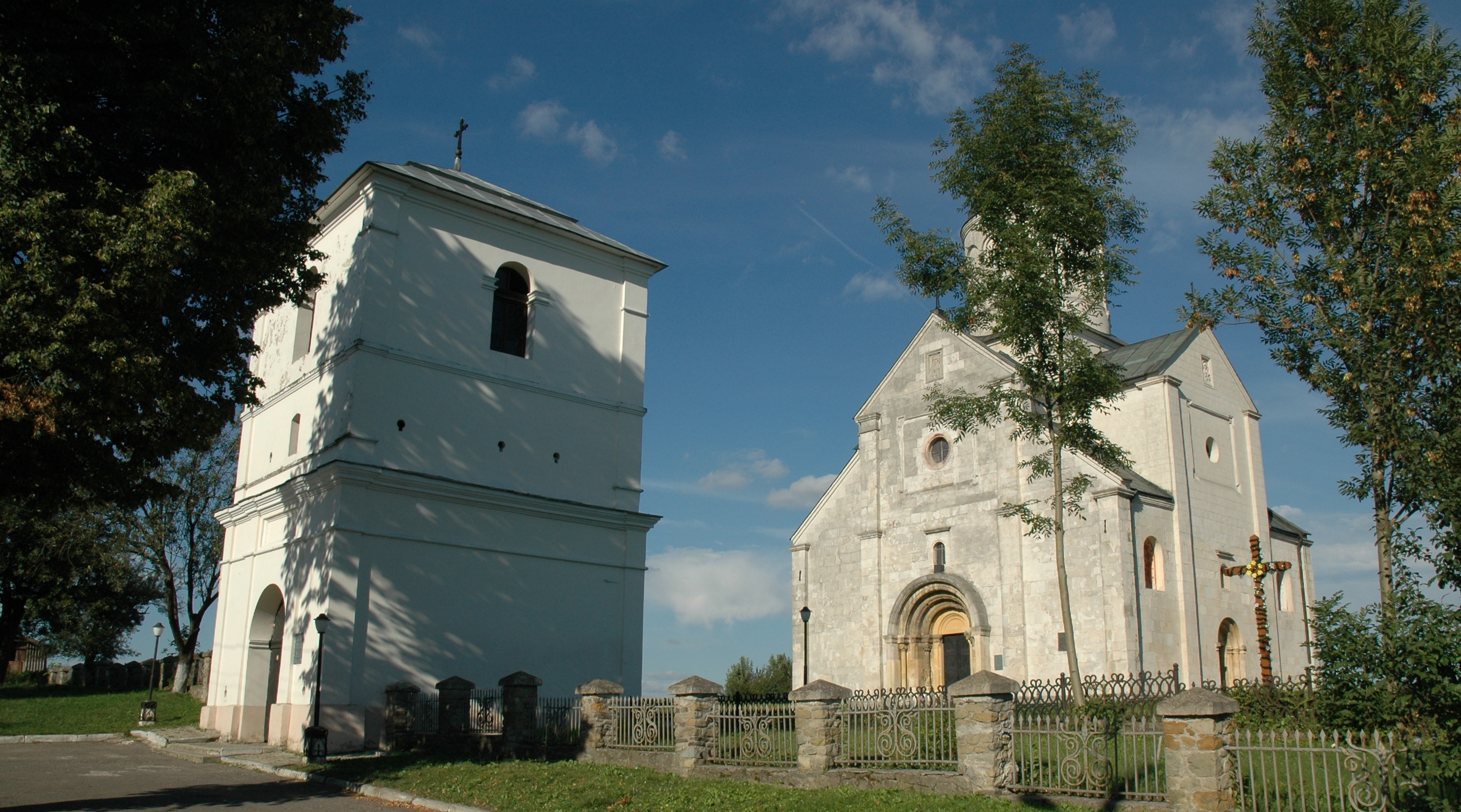
Dzwonnica i cerkiew (2011)
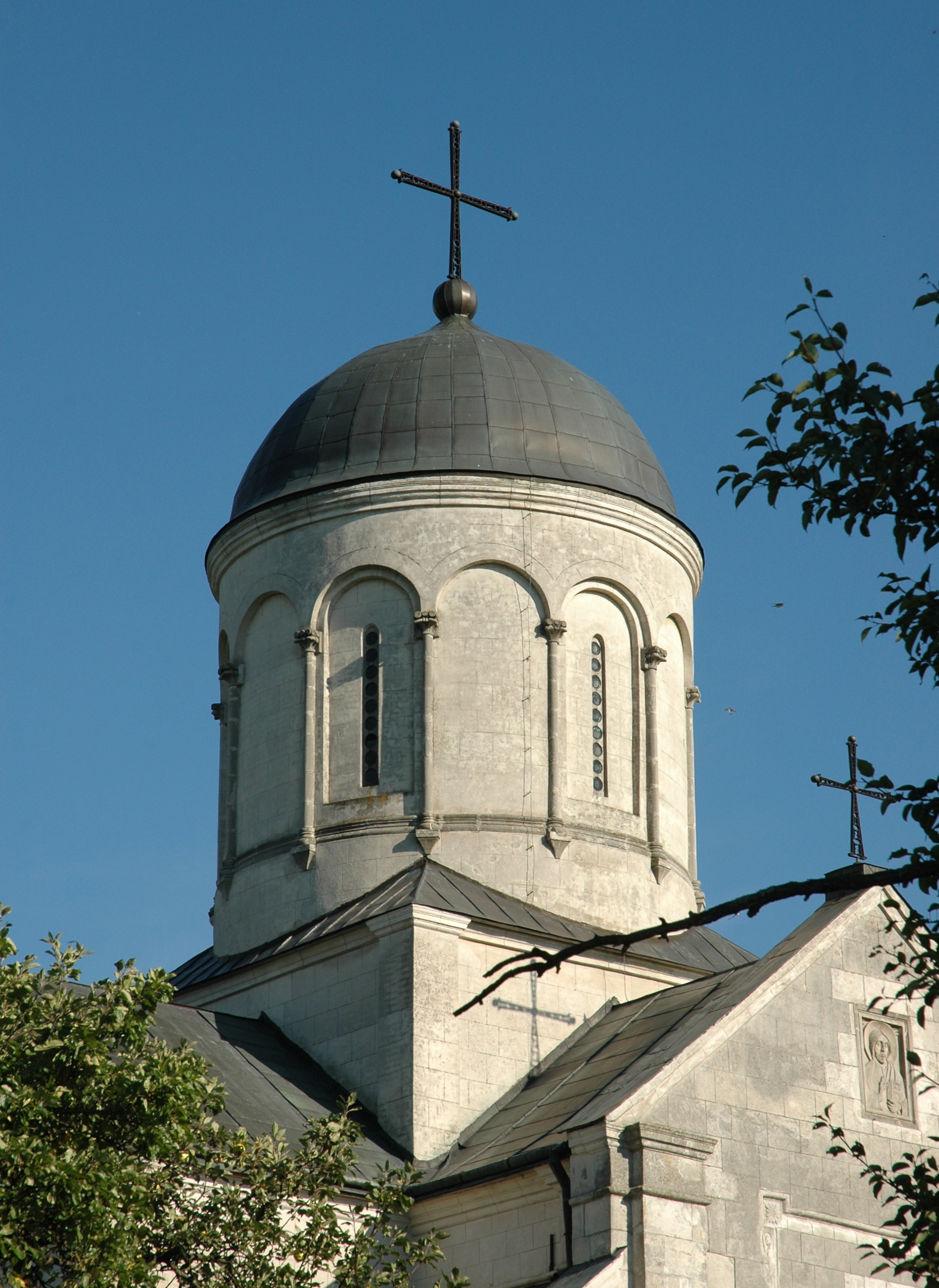
Kopuła (2011)
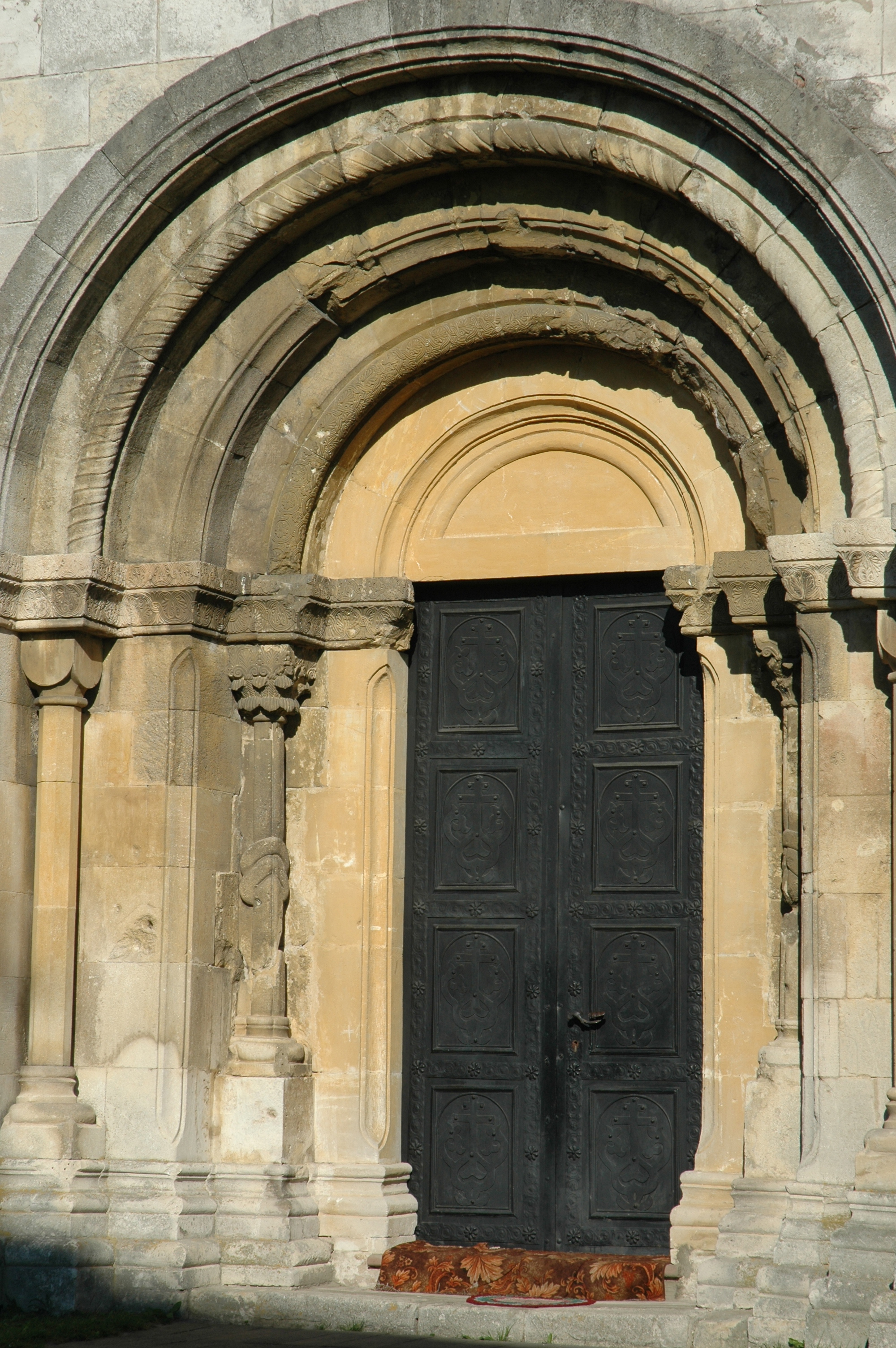
Portal (2011)
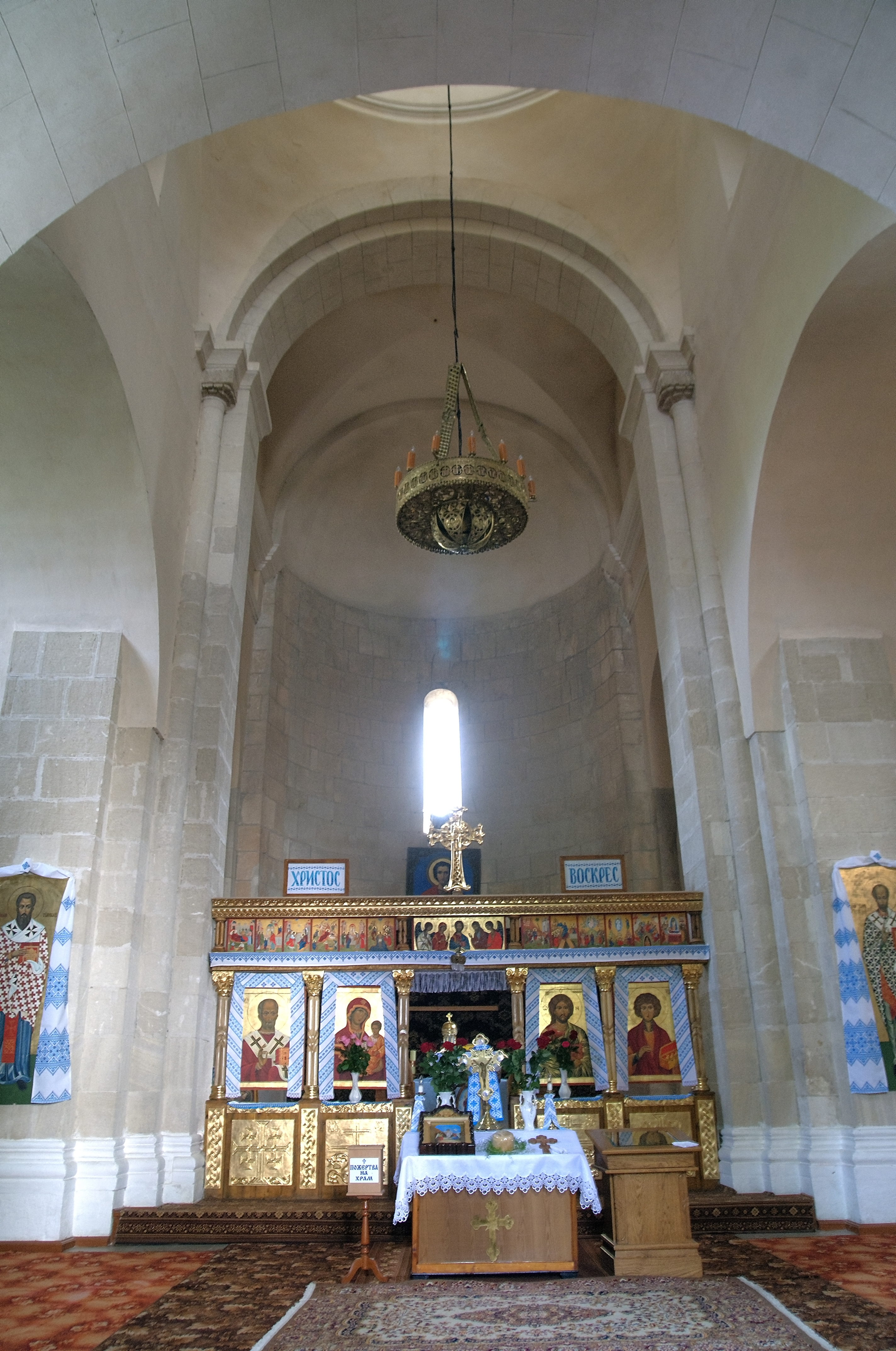
Wnętrze (2015)
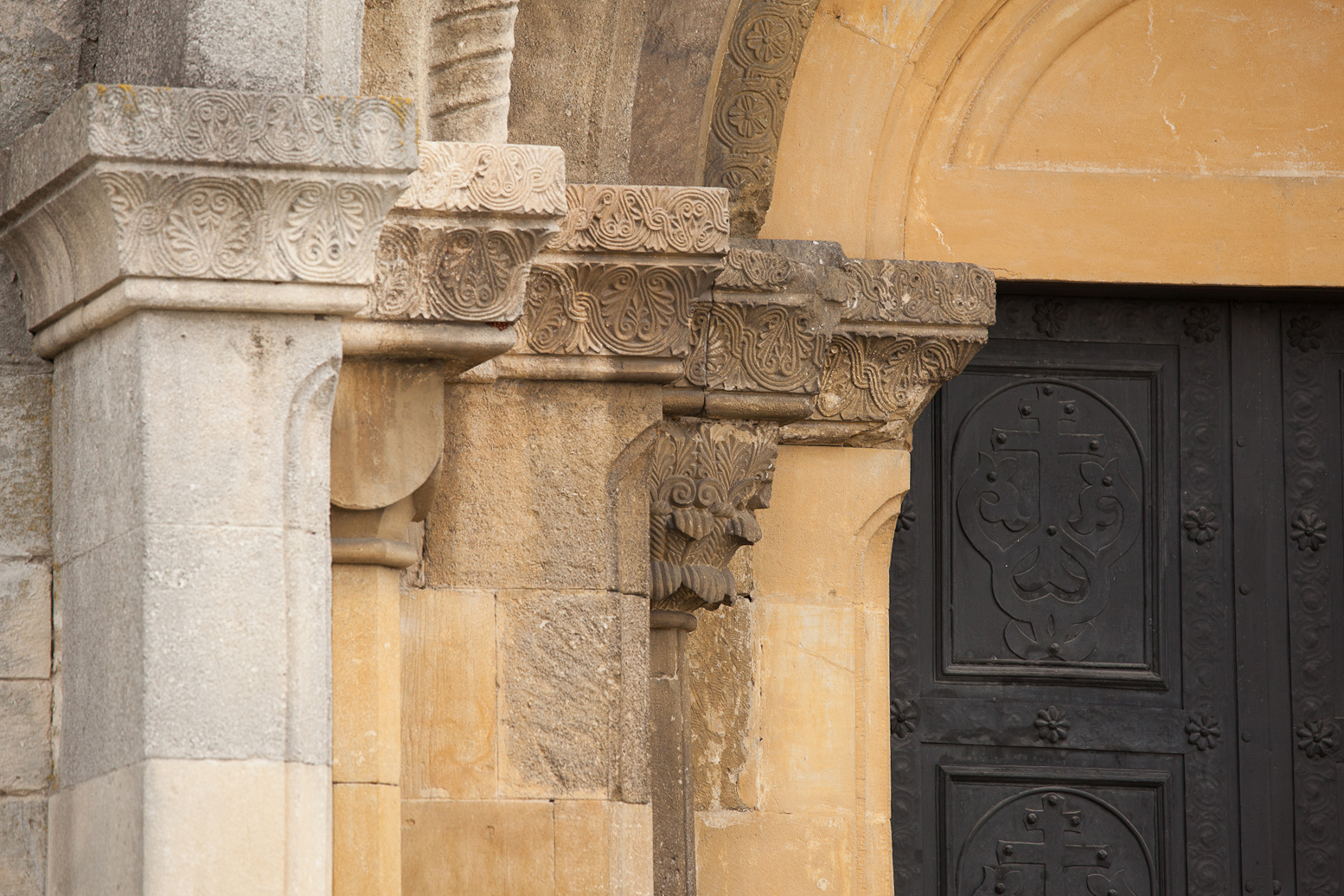
Detale rzeźbiarskie (2012)
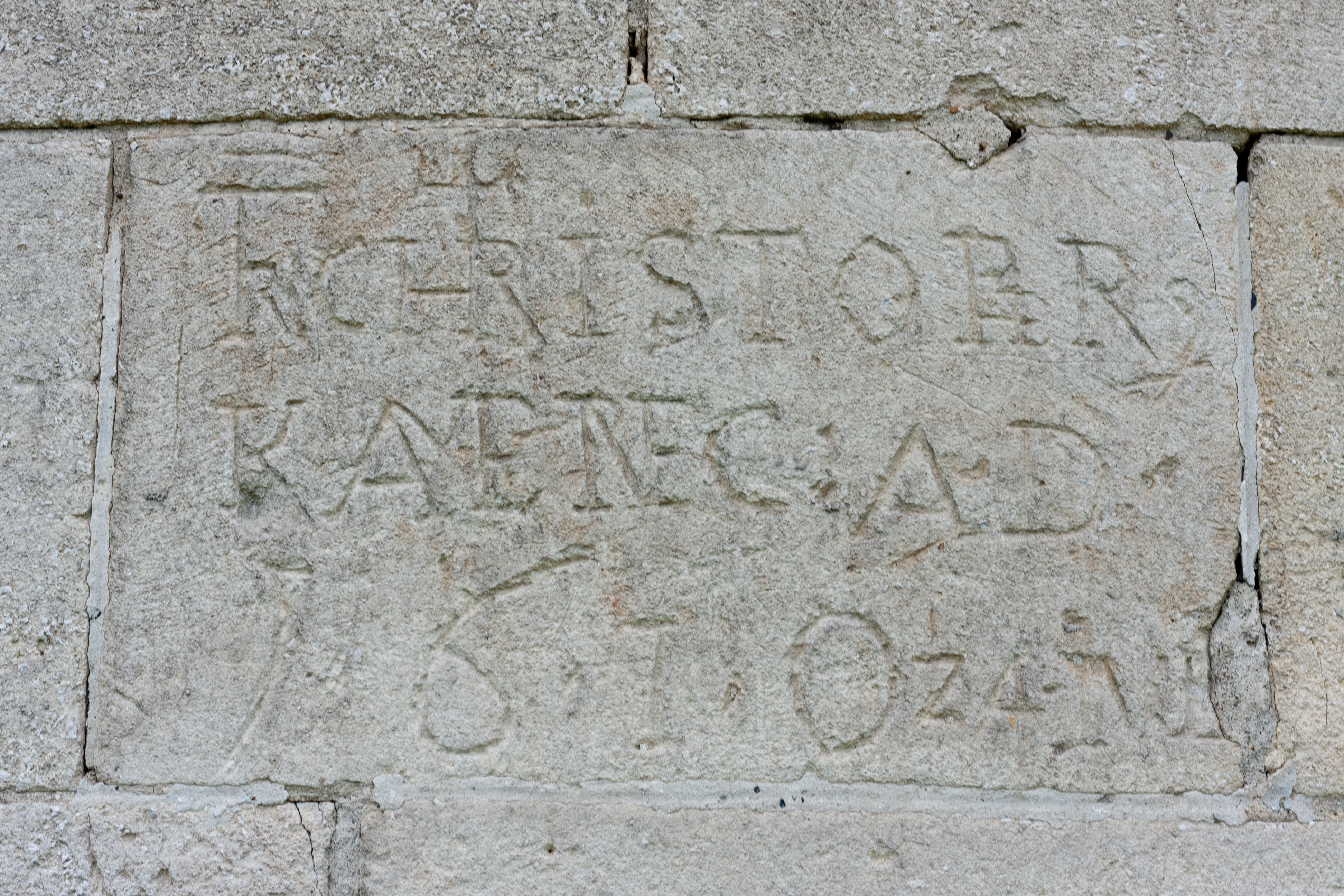
Graffiti (2012)